# رقم يو إن

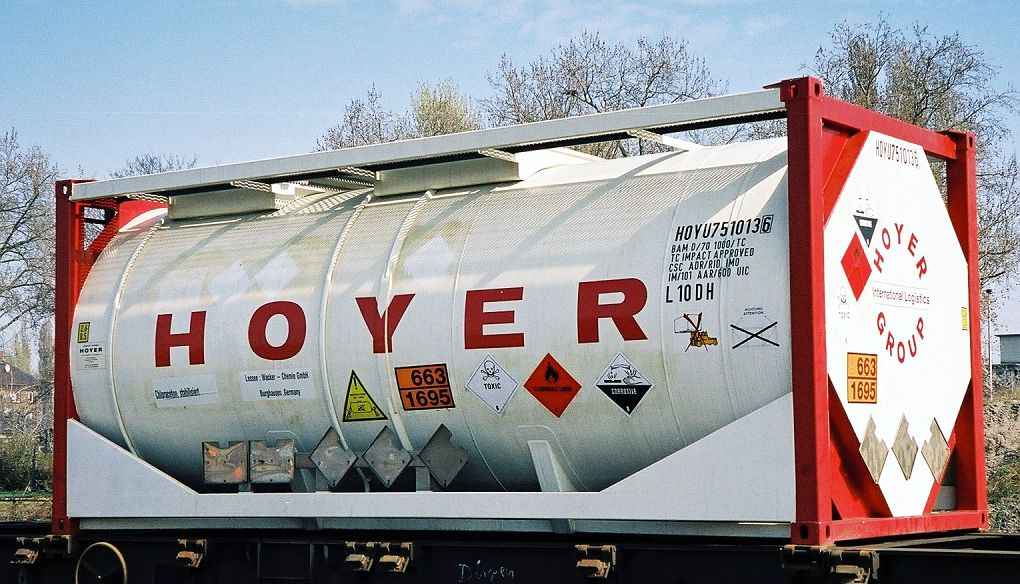

رقم يوإن (UN numbers) هو رقم مؤلف من أربعة أعداد يعرف السلع والمواد الخطرة (مثل المتفجرات، والسوائل القابلة للاشتعال، والمواد السامة، إلخ) أثناء نقلها عالميا. لبعض المواد الخطرة أرقامها الخاصة (مثلا رقم أكريلاميد هو "UN2074") بينما في حالات أخرى يعين رقم واحد لمجموعة من المواد المتشابهة الخواص (مثلا، تعطى السوائل القابلة للاشتعال والتي لم تصنف رقم "UN1993"). وفي بعض الحالات، تعطى المادة في حالتها الصلبة رقما مختلف عن حالتها الأخرى (مثل السائلة) بخاصة إذا كانت خواصها الخطرة مختلفة في الحالتين، أو قد تعطى المواد المختلفة في مستوى النقاء (أو التركيز في المحلول) أرقام يوإن مختلفة.
تعين أرقام يو إن التي تتراوح بين UN0001 وUN3500، من قبل لجنة الأمم المتحدة لخبراء نقل المواد الخطرة. ونشرت أرقام يوإن في كتاب يعرف بـ«الكتاب البرتقالي» وهو مجموعة من المقترحات حول نقل المواد الخطرة. ويعتمد من قبل الجهات التنظيمية التي تعنى بشؤون النقل.
لمزيد من المعلومات، راجع قائمة أرقام يو إن.
رقم إن أي (NA numbers) وهي اختصار لـ (North America) ويعرف أيضا بأرقام دوت (DOT numbers) هي أرقام مماثلة تستعملها وزارة النقل الأميركية (وزارة النقل الأمريكية) وهي عادة نفس لأرقام يوإن وتزيد عليهم أرقام لم تصنفها الأمم المتحدة. وتتراوح هذه الأرقام من AN8000 وحتى AN9999.
ويرتبط كل رقم يوإن بمعرف الخطر (hazard identifier) الذي يرمز لصنف خطورة المادة وتقسيماتها، وبحالة المواد المتفجرة يصنف توافق المجموعات الوظيفية. مثلا، معرف الخطر للأكريلاميد هو 6.1 ولسائل إشعال السجائر هو 2.1. ويمكن إضافة أكثر من معرف للخطر للمادة الواحدة إذا كانت تشكل أكثر من خطر واحد. ومن الملاحظ أنه لا يوجد أي طريقة لإستنتاج صنف الخطر من الرقم نفسه إلا من خلال مراجعة الجداول.

## راجع أيضا
- قائمة أرقام الأمم المتحدة
- مادة خطرة

## مواقع خارجية
- موقع البحث عن أرقام يوإن
- توجيهات الأمم المتحدة حول نقل المواد الخطرة